# Рихнов-над-Кнєжной (округ)
Рихнов-над-Кнєжной (чеськ. Okres Rychnov nad Kněžnou) — адміністративно-територіальна одиниця в Краловоградецькому краї Чеської Республіки. Адміністративний центр — місто Рихнов-над-Кнєжной. Площа округу — 981,78 км², населення становить 78 861 особа.
До округу входить 80 муніципалітетів, з котрих 9 — міста.